# Quinto Acúcio Nerva
Quinto Acúcio Nerva (em latim: Quintus Acutius Nerva) foi um senador romano nomeado cônsul sufecto para o nundínio de julho a agosto de 100 com Lúcio Fábio Tusco. 

## Carreira
Durante seu mandato, atuou no julgamento de Mário Prisco, o ex-procônsul da África acusado de má gestão pelos provincianos. Depois do consulado, foi governador da Germânia Inferior entre 101 e 102 no lugar de Quinto Sósio Senécio. 